# بیگم جان (فیلم)
بیگم جان (انگلیسی: Mistress Begum) یک فیلم است که در سال ۲۰۱۷ منتشر شد.

## بازیگران
- ویدیا بالان
- ایلا آرون
- گوهر خان
- پالاوی شاردا
- اشیش ویدیارتی
- چانکی پاندی
- راجیت کاپور
- نصیرالدین شاه